# Zbrašín
Zbrašín (en allemand : Sbraschin) est une commune du district de Louny, dans la région d'Ústí nad Labem, en Tchéquie. Sa population s'élevait à 387 habitants en 2021.

## Géographie
Zbrašín se trouve à 7 km au sud-ouest du centre de Louny, à 46 km au sud-ouest d'Ústí nad Labem et à 54 km au nord-ouest de Prague.

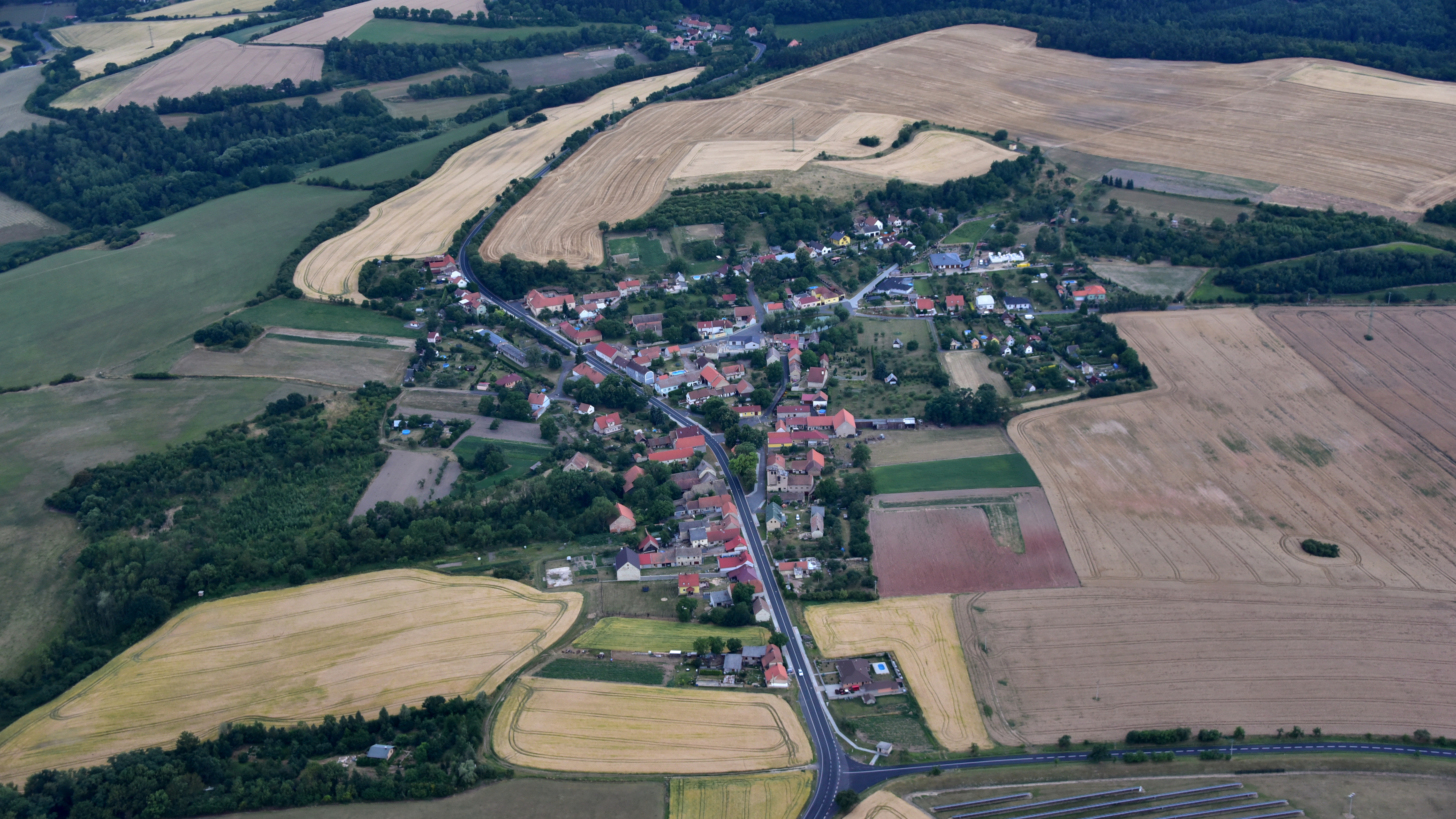
Hameau de Senkov : vue aérienne.

La commune est limitée par Jimlín au nord, par Líšťany au nord-est, par Brodec à l'est, et par Ročov et Domoušice au sud, et par Hřivice à l'ouest.

## Histoire
La première mention historique du village date de 1356.

## Administration
La commune se compose de trois quartiers :
- Zbrašín
- Hořany
- Senkov

## Galerie

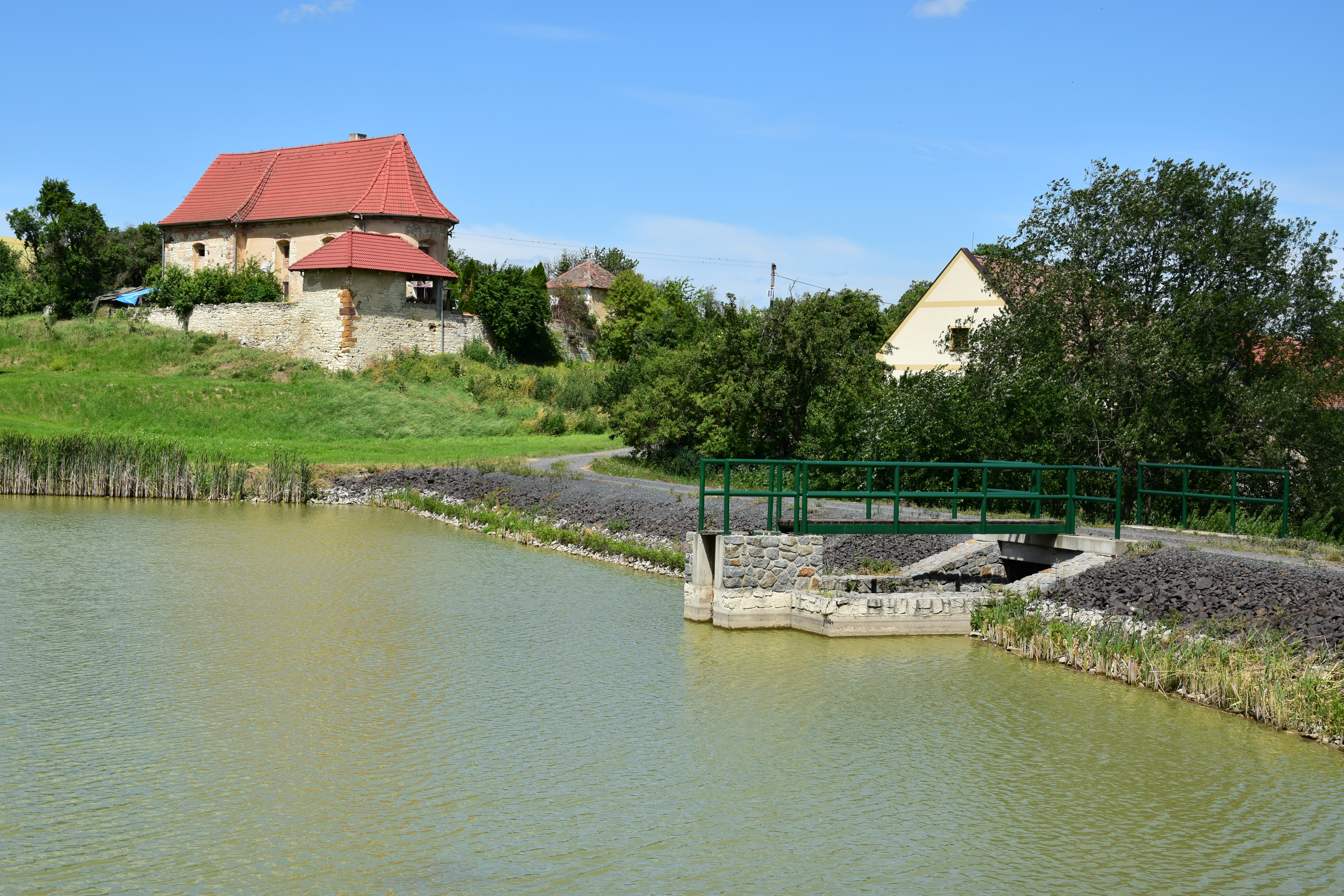
Selmice.

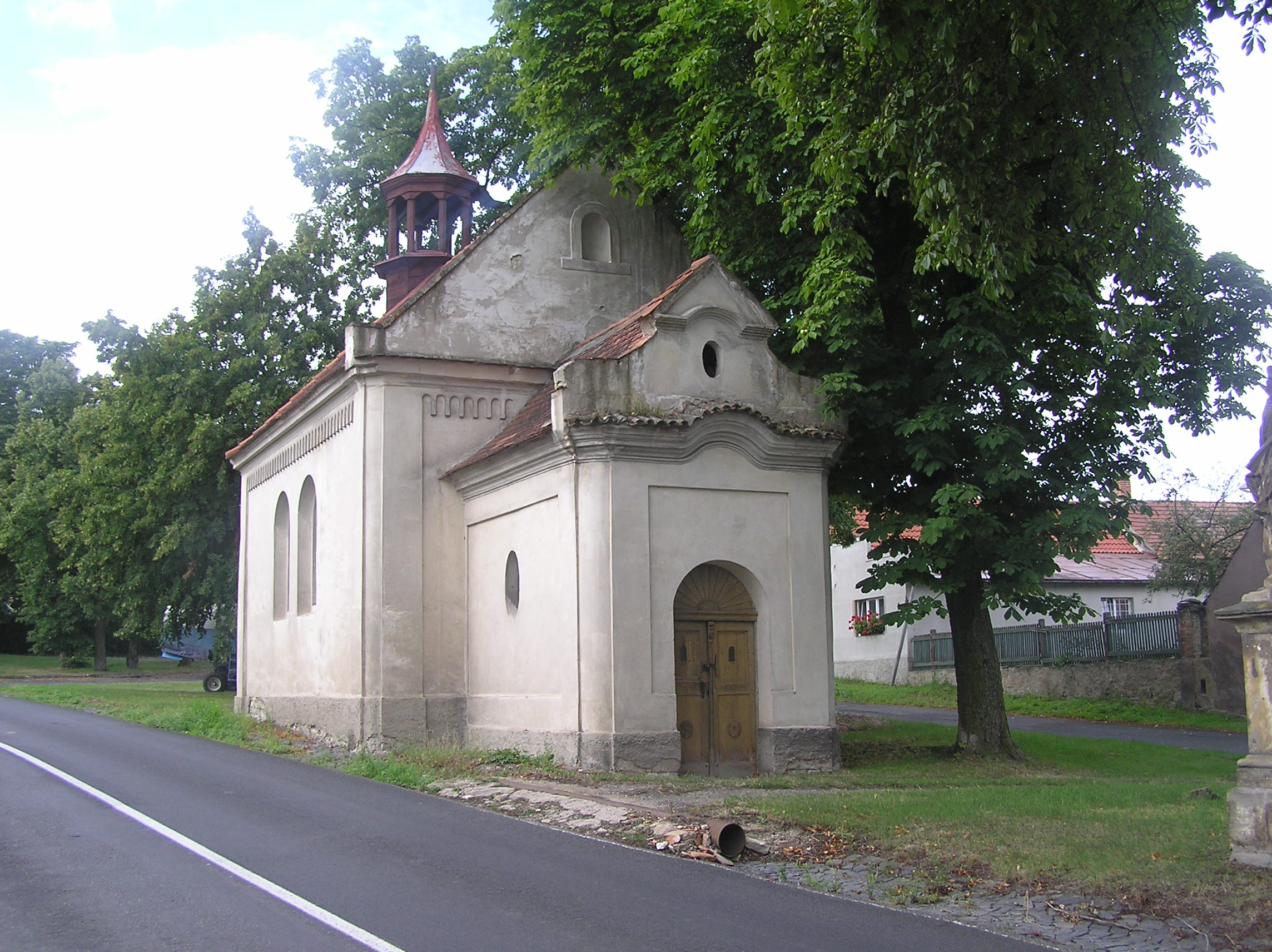
Chapelle à Senkov.
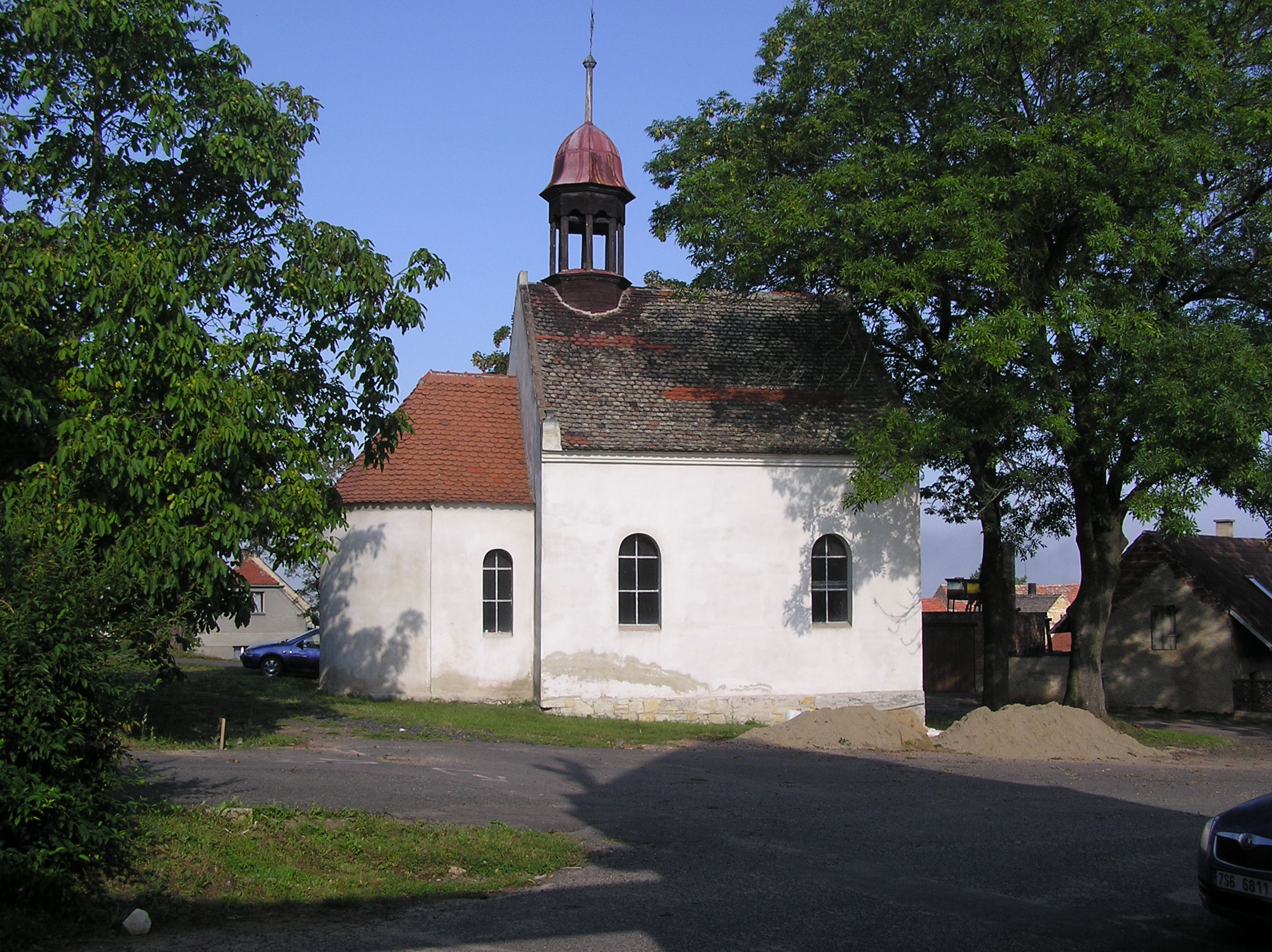
Chapelle à Hořany.

## Transports
Par la route, Zbrašín se trouve à 10 km de Louny, à 62 km d'Ústí nad Labem et à 68 km de Prague.